# Apogonia simillima
Apogonia simillima är en skalbaggsart som beskrevs av Kobayashi 2009. Apogonia simillima ingår i släktet Apogonia och familjen Melolonthidae. Inga underarter finns listade i Catalogue of Life.